# Siergiej Bielczenko
Siergiej Sawwicz Bielczenko (ros. Серге́й Са́ввич Бе́льченко, ur. 21 września?/4 października 1902 w Sołonem, zm. 9 stycznia 2002 w Moskwie) – funkcjonariusz radzieckich organów bezpieczeństwa, ludowy komisarz/minister spraw wewnętrznych Białoruskiej SRR (1943–1953), zastępca przewodniczącego KGB ZSRR (1956–1959), generał pułkownik.

## Życiorys
Urodzony w rodzinie biednego ukraińskiego chłopa. W 1919 skończył dwie klasy gimnazjum w Jekaterynosławiu, 1924–1925 służył w Armii Czerwonej, od 1925 należał do WKP(b), 1925–1927 był słuchaczem szkoły wojskowo-politycznej w Kijowie. W latach 1927–1932 służył w pogranicznych wojskach OGPU w Środkowej Azji (m.in. Górskim Badachszanie), brał udział w walkach z basmaczami. Od listopada 1932 do czerwca 1933 słuchacz Wyższej Szkoły Pogranicznej OGPU, 1933–1937 starszy oficer polityczny w Wyższej Szkole Pogranicznej OGPU/NKWD, od 15 maja 1936 starszy politruk, od 17 czerwca 1937 do marca 1939 inspektor Wydziału Politycznego Głównego Zarządu Obrony Powietrznej NKWD ZSRR, od 10 marca 1938 komisarz batalionowy. Od marca do listopada 1939 zastępca szefa Oddziału 5 Zarządu Politycznego Pogranicznych i Wewnętrznych Wojsk NKWD, 3 września 1939 mianowany komisarzem pułkowym, od 2 listopada 1939 do marca 1941 szef Zarządu NKWD obwodu białostockiego, od 17 kwietnia do lipca 1941 szef Zarządu NKGB obwodu białostockiego, od 28 kwietnia 1941 major bezpieczeństwa państwowego. Brał udział w organizowaniu wywózek polskiej ludności na Syberię i w zwalczaniu polskiego podziemia niepodległościowego – ZWZ.
Od lipca 1941 do lipca 1942 zastępca szefa Wydziału Specjalnego Frontu Zachodniego, od 20 stycznia 1942 zastępca szefa Grupy Operacyjno-Czekistowskiej Białoruskiej SRR, od 6 września 1942 do 22 kwietnia 1943 członek Rady Wojskowej Frontu Kalinińskiego, równocześnie przedstawiciel Centralnego Sztabu Ruchu Partyzanckiego przy Stawce Najwyższego Naczelnego Dowództwa Frontu Kalinińskiego, 14 lutego 1943 awansowany na pułkownika bezpieczeństwa państwowego, od kwietnia do listopada 1943 zastępca szefa Centralnego Sztabu Ruchu Partyzanckiego przy Stawce Najwyższego Naczelnego Dowództwa, 17 sierpnia 1943 mianowany komisarzem bezpieczeństwa państwowego, a 9 czerwca 1945 komisarzem bezpieczeństwa państwowego 3 rangi. Od 30 października 1943 do 16 marca 1953 ludowy komisarz/minister spraw wewnętrznych Białoruskiej SRR, 9 lipca 1945 mianowany generałem porucznikiem. Odpowiedzialny za masowe represje wobec polskiej ludności na Kresach Wschodnich, w tym za likwidację oddziałów AK. W grudniu 1944 wysłał do Stalina telegram z informacją o zabiciu Czesława Zajączkowskiego „Ragnera”, polskiego dowódcy partyzanckiego działającego na Nowogródczyźnie. Od 14 marca do 16 grudnia 1953 szef III Specjalnego Wydziału Ministerstwa Spraw Wewnętrznych (MWD) ZSRR, następnie do 27 marca 1954 szef Pogranicznych Wojsk MWD obwodu leningradzkiego. Od 27 marca 1954 do 20 stycznia 1956 szef Zarządu KGB obwodu leningradzkiego, od 18 stycznia 1956 do 6 lipca 1959 zastępca przewodniczącego KGB ZSRR, od 18 lutego 1958 generał pułkownik, następnie na emeryturze. Deputowany do Rady Najwyższej ZSRR 2 i 3 kadencji.
2 marca 2012 na centralnej siedzibie białoruskiego MSW odsłonięto tablicę ku jego czci jako zasłużonego dla „odnowienia białoruskiej milicji, wzmocnienia porządku prawnego i likwidacji powojennego bandytyzmu”.

## Odznaczenia
- Order Lenina (czterokrotnie - 15 sierpnia 1944, 21 kwietnia 1945, 30 grudnia 1948 i 6 sierpnia 1949)
- Order Czerwonego Sztandaru (czterokrotnie - 24 lutego 1942, 7 marca 1943, 3 listopada 1944, 5 listopada 1954 i 18 grudnia 1956)
- Order Wojny Ojczyźnianej I klasy (dwukrotnie)
- Order Czerwonej Gwiazdy (1 października 1982)
- Order Przyjaźni Narodów
- Order Żukowa (Rosja - 23 lutego 1998)
- Medal 100-lecia urodzin Lenina
- Medal „Partyzantowi Wojny Ojczyźnianej” I klasy
- Medal „Partyzantowi Wojny Ojczyźnianej” II klasy
- Medal „Za zwycięstwo nad Niemcami w Wielkiej Wojnie Ojczyźnianej 1941–1945”
- Medal jubileuszowy „Dwudziestolecia zwycięstwa w Wielkiej Wojnie Ojczyźnianej 1941–1945”
- Medal jubileuszowy „Trzydziestolecia zwycięstwa w Wielkiej Wojnie Ojczyźnianej 1941–1945”
- Medal jubileuszowy „Czterdziestolecia zwycięstwa w Wielkiej Wojnie Ojczyźnianej 1941–1945”
- Medal „Za wyróżnienie w ochronie granic państwowych ZSRR”
- Medal 850-lecia Moskwy
- Medal „Za ofiarną pracę w Wielkiej Wojnie Ojczyźnianej 1941–1945”
- Medal „Weteran Sił Zbrojnych ZSRR”
- Medal jubileuszowy „30 lat Armii Radzieckiej i Floty”
- Medal jubileuszowy „40 lat Sił Zbrojnych ZSRR”
- Medal jubileuszowy „50 lat Sił Zbrojnych ZSRR”
- Medal jubileuszowy „60 lat Sił Zbrojnych ZSRR”
- Medal jubileuszowy „70 lat Sił Zbrojnych ZSRR”
- Medal jubileuszowy „50 lat radzieckiej milicji”
- Medal 800-lecia Moskwy
- Medal 250-lecia Leningradu
- Odznaka „Zasłużony Funkcjonariusz NKWD” (28 maja 1941)
- Odznaka „Zasłużony Funkcjonariusz MWD” (10 grudnia 1947)